# Srebrnik
Srebrnik – potok górski w Sudetach Środkowych, w Górach Bardzkich, w woj. dolnośląskim.
Górski potok należący do zlewiska morza Bałtyckiego, prawy dopływ Nysy Kłodzkiej. Źródlisko położone jest na wysokości około 480 m n.p.m., między wzniesieniami Bardzkiej Góry (Kalwaria) po północnej stronie, a Kozioł po południowej stronie, w Grzbiecie Wschodnim Gór Bardzkich. Potok w górnym biegu spływa w kierunku północno-zachodnim, stromą zalesioną doliną wcinającą się między Kalwarię i Kozioła, której zbocza miejscami przechodzą w skalne zręby a dalej płynie wśród lasu mieszanego z przewagą buka doliną między Broną po zachodniej stronie a Bardzką Górą po wschodniej, w kierunku północnym do ujścia do Nysy Kłodzkiej w Bardzie, położonego na wysokości około 260 m n.p.m. Potok zasilają wody spływające ze Źródła Marii położonego na północno-wschodnim zboczu Kozioła na wysokości około 390 m. Potok zbiera wody z zachodnich i wschodnich zboczy doliny, położonej w środkowo-zachodniej części Gór Bardzkich. Potok na całej długości nieuregulowany, o wartkim prądzie wody w okresie wzmożonych opadów i roztopów. Doliną w dolnym biegu potoku prowadzi na Bardzką Górę jedna ze stromych ścieżek pątniczych.